# Caryophyllia abyssorum
Caryophyllia abyssorum är en korallart som beskrevs av Duncan 1873. Caryophyllia abyssorum ingår i släktet Caryophyllia och familjen Caryophylliidae. Inga underarter finns listade i Catalogue of Life.